# Costaconvexa simplex
Costaconvexa simplex là một loài bướm đêm trong họ Geometridae.